# معهد التدريب النفطي
معهد التدريب النفطي المسمى اختصاراً معهد النفط هو معهد دراسي عراقي يُعنى بالتدريب في مجالات القطاع النفطي، مهمته إعداد الفنيين في المجال النفطي لتعيينهم في شركات النفط، وحقول النفط، والمصافي العراقية، مدة الدراسة سنتان تقويميتان، تعادلان ثلاث سنوات لوجود برامج تدريبية تطبيقية أثناء العطل الصيفية، 70% من الدراسة عمَلية، و30% نظرية، ويقيم المعهد دورات تطويرية وتأهيلية لمنتسبي القطاع النفطي، وللمعهد فروع في عدة محافظات عراقية، تُشرف عليها دائرة التدريب والتطوير التابعة لوزارة النفط.

## الاختصاصات
تتطور المناهج والمواد وفقاً للتطور التقني، وتتغير مواد الدراسة وفقاً لأهميتها في سوق العمل.
- الإنتاج والقياسات الحقلية
- حفر الآبار.
- ميكانيك أجهزة الحفر.
- التشغيل والسيطرة, الغاز.
- التحليلات النفطية.
- القياس والسيطرة.
- كهرباء المعدات النفطية، اللحام، المضخات والتوربينات.
- ميكانيك المعدات النفطية.
- ميكانيك المعدات الثقيلة.
- الخطوط والأنابيب.
- الصحة والسلامة والبيئة HSE.

## معهد التدريب النفطي - بغداد
تأسس في 15 كانون الثاني سنة 1971، وتخرجت أول دفعة سنة 1973، مساحته 80 الف أو 800 متر مربع،[محل شك] ويُعد من أكبر معاهد النفط العراقية والعربية استيعاباً للطلاب.

## معهد التدريب النفطي - بيجي
تأسس سنة 1956، وهناك مصفى بيجي.

## معهد التدريب النفطي - البصرة
تأسسس في البصرة يوم 7 أيار سنة 1994.

## معهد التدريب النفطي - كركوك
تأسس سنة 1951 في منطقة عرفة، وفي سنة 1991 نُقل المعهد إلى بيجي، وفي سنة 2000 أُنشئ معهد نفطي في نفس الموقع القديم في كركوك تابع لفرع بيجي، ثم في 10 نيسان سنة 2005، اُستحدثَ معهد نفطي مستقل في كركوك، وفي 2 نيسان 2009 فُتحت البناية الجديدة للمعهد المقابِلة لموقع شركة الحفر العراقية /هيئة العمليات الثانية.